# 直至死亡將我們分開
《直至死亡將我們分開》是2005年12月號開始連載於Young Gangan的漫畫，至2015年11月20日連載結束。原作為高樹宙，作畫為DOUBLE-S。

## 故事
揮動能切斷所有物質之刀的失明男子「土方 護」，在街頭接受一個少女的委託。那位少女「遠山 遙」因為擁有命中率超過90%的預知能力，而被黑社會幫派追捕。她對護的委託期限是「直到死亡將我們分開」。除了黑社會幫派的殺手及恐怖組織外，還有各種各樣的敵人前來狙擊他們二人。

## 人物

### Elements Network（團結之網）
犯罪受害者及他們的遺族透過網路交換信息，或實際「狩獵罪犯」的一種自衛集團。基本上他們交換信息，對實行者作出監視或評價等。成員包含世界各國不同種族國籍，但組織內的活動全部都是匿名進行。以防止犯罪為目的，以都市傳說的姿態流傳著其名。即使是面對罪犯，殺人仍是此組織的禁條。一旦有人違反，將視同犯罪者交付於法治機構。

#### 隊伍「刀鋒」
護與井川的隊伍，是專對城市型嚴重犯罪的隊伍。實際上只有護參與作戰，所以「刀鋒」更像是護的編碼。
土方 護 （ひじかた まもる）
本作主角，團結之網實戰部隊一員。以單分子技術打造之日本刀「斷罪」為武器，日本古流劍術高手。在過去的事故中失去了視力。加入團結之網後以井川製造的超音波墨鏡映射出的線框立體影像代替視力作戰。在測試墨鏡功能的時候遇見了被黑道組織角鳳會追捕的遙，從此展開為了保護她而與眾多犯罪者戰鬥的旅程。
受到台場 巽以優渥的條件網羅，與其他團結之網的成員是受害者遺族不同，是為了測試自己的劍術是否能在現代戰中運用而加入。接受了現代軍事訓練以後投入車臣共和國討伐TPC（器官移植聯合組織）部隊的任務。因為那時的事故失去了視力，即時到了現在眼睛與額頭的傷痕依然殘留著。
個性傲慢戰鬥時冷酷無情，也有十分狡猾的一面，但是正義感十分強烈。擁有極高的劍術天分而被稱作「古流劍術的麒麟兒」，但因劍術在現代無所發揮而與社會格格不入，心理擁有尋求戰場的強烈慾望，稻葉師傅稱他已化為「劍鬼」。曾在其師真壁為了傳承而挑起的真劍對決之中導致其死亡。除了劍術以外與他人並無任何交流，沒有人知道他的年齡、出身、家族等等消息。
在戰鬥時除了以劍當作武器外，也能因應各種不同狀況採用近身格鬥術或者投擲小刀。對爆炸性武器十分敏感，戰鬥時多以近身戰為主。雖然實力高強，但在團結之網的網路評分中得到的分數非常的低。在行動中常常表現出過於黑暗如同罪犯般的一面，因此被當作雙面刃來看待。
從接下遙請求保護自己的委託後，在兩人的相處過程中漸漸開始有所改變。
在遙的預知中是她未來的丈夫。
遠山 遙（とおやま はるか）
本作女主角，中學一年級的少女。擁有命中率超過90％預知能力，而遭到黑道組織角鳳會綁架。預知到只有「護」能保護她，利用自己的能力預知脫逃路線並尋求護的協助。現在在團結之網的保護之下。
預知能力並不能正確預測所有的將來，只能預測自己或與自己有關的人事物不久的未來，再以此採取損害最小的行動，不過也有無法預測的時候。
個性乖巧懂事有禮貌，但護說她太過於壓抑與她同年齡女孩該有的言行舉止。視護為自己未來的丈夫，對護有著將性命全部委託的信賴。
不僅僅只是被護保護著，在護被懷斯曼的計畫逼至死地時，也以自己的預測能力幫助著護脫離難關。之後與護前往北海道接受稻葉師傅的指導，學習運用預知能力搭配防身術保護自己。
接受台場 巽的請求，運用預知能力引導護避免走向黑暗的一面，漸漸培養出指揮與掌控局勢的能力。
曾經使用過「橘 春名」的假名復學。現在偽報年齡以本名進入藍東學園，進行保護一般學生不被JESUS與組織「24」的紛爭所波及的任務。
從小就常在預知中看見護的存在，知道護在未來將保護她，並成為她的丈夫。
井川 良太郎（いがわ りょうたろう）
刀鋒小隊後勤人員，精通以電子機器為首的各種機械製造與運用。除了護的墨鏡外也提供了各式各樣的高科技輔助裝備給護應用。執行任務時留在自己所改裝的防彈車上提供各種情報，藉由墨鏡上的通訊設備與護進行溝通。
留著黑人辮子頭的髮型，以及穿環的外表讓人有一種輕浮的感覺，但個性卻是十分認真謹慎。有個在小學畢業時死於犯罪事件的親妹妹，因此把遙當作妹妹看待。
伊吹 大（いぶき だい）
於護與遙暫時脫隊時，由組織派遣前來與井川搭檔的實戰部隊之一員。擁有高超的機車駕馭能力，以最新科技製成的賽車防彈衣與改造重型機車「Bucephalus」追緝罪犯。
個性衝動，除操控機車的能力外，在其他實戰方面的技巧仍不純熟，常被護以及茱麗葉耍著玩。

#### 組織「THE WALL」
以艾爾法為隊長，是專對國際性犯罪的隊伍。成員都以編碼（語音碼）稱呼。成員中亞洲人比較多，比刀鋒更大規模的部隊。專業對抗國際犯罪，擁有特種部隊普通的裝備（緊急時可使用非殺生子彈）。
艾爾法 Alpha（アルファ）
隊伍「THE WALL」的隊長。左臉有一大片傷痕為特徵。在前線作戰上能一邊指揮一邊進行任務，擁有把握全場戰況、正確指示等頂級指揮能力。真名是「傑克‧加比(Jack Garvey)」。出身於綠扁帽部隊的菁英，並有加入世界各國特種部隊的實務經驗。做法與土方相左，但雙方承認對方的實力，亦非常信賴對方。
雪菈 Sierra（シエラ）
隊伍「THE WALL」的一員。女兒被恐怖份子殺害，如果女兒尚在世，便和遙同年紀，這些使得雪菈放心不下遙，考量到遙的成長而被派至土方等人的小隊一起行動。真名是「莎蓮娜（Serena ）」。
在與牙的對峙中敗陣負傷，暫時脫隊於醫院休養。現在於護與源田的古流劍術指導稻葉師傅處學習劍術。
佛克斯 Foxtrot（フォックストロット）
隊伍「THE WALL」的一員。擁有與警犬般敏銳的嗅覺，與印地亞在街上察覺到托爾斯身上帶有的血腥味後跟蹤並與之交戰。
印地亞 India（インディア）
隊伍「THE WALL」的一員。在跟蹤托爾斯的行動中負傷，在醫院與源田進行對話。之後於醫院的狙擊戰中成功的被部隊隊友救出。
艾可 Echo（エコ）
隊伍「THE WALL」的分隊長，命令基羅暫時加入刀鋒擔任護衛遙的工作
基羅 Kilo（キロ）
隊伍「THE WALL」的一員。部隊中數一數二的暗殺高手，雪菈的前夫。在新宿御苑之戰沒有遵守指令遭到處分，暫時加入刀鋒隊伍中，後為保護遙受傷住院中。
爸爸 Papa（パパ）
隊伍「THE WALL」的一員。握力有170kg的強壯大個子，本名不明。
茱麗葉 Juliett（ジュリエット）
隊伍「THE WALL」的一員。代替與牙戰鬥受傷的雪菈加入刀鋒小隊，本名不明。專長為變裝與潛入搜查。因為某次事件被人以刀傷及子宮而導致無法生育，下腹部疑似留有刀傷。因此對雪菈失去孩子後一直不願面對現實的態度感到反感。

#### 其他成員
台場 巽（だいば たつみ）
團結之網的管理人。世界最大搜尋引擎「MENTOR」開發與創立者。表面為世界知名的年輕實業家與富豪。在過去的事故中導致左腳受傷，出場時皆以枴杖輔助行走，據本人所述直到傷癒仍需一段時間。
幼時目睹父親殺死母親的慘劇，導致嚴重的失眠症，過去靠著拚死運動與學習換取強烈的疲勞感幫助入眠。因此而擁有的武術實力連護也另眼相看。然而失眠症仍無法根治，根據自述現在靠著幫助別人所獲得的滿足感才能入睡。
似乎是亞斯伯格症候群患者，創造出量子電腦SPARC。可輕易入侵世界上所有網路資料庫。
高樹宙另一原作ALCBANE的主角，但ALCBANE的世界觀與本作並無關連。
史帕基（SPARC）（スパーク）
巽所開發的量子電腦，擁有自我模擬人格。取Super Parallel Algorithm Ressonance Computer（超平行計算電腦）的開頭字母為簡稱。
進行「MENTOR」和網路的管理，領先現代尖端科技20年，在巽的眼鏡和頭盔處設有終端機可與巽對話並進行協助。
派洛（パイロ）
戴著禮帽穿著華麗的神秘男子。接受巽的任務秘密跟在身後保護及協助遙。
支倉 美央（はせくら みお）
藍東學園的女性教師。團結之網一員，代碼「針」，先行潛入藍東學園收集情報及監視。

### 警察關係者
源田 鉄平（げんだ てっぺい）
搜查一課的刑事。是一個性格耿直，有才幹的人，為了追查真相絲毫不把升遷看在眼裡。十分受同僚後輩愛戴，定期與志同道合的同僚開會交換犯罪情報，他人稱之作「源田會」。
劍術造詣相當強，被人看作是全國第一的候補，卻總是以公務為優先缺席比賽。曾用木劍與護在暗夜中對戰，而並未屈居於下風。在圍繞遠山遙的事件中，對護緊追不捨。
年輕時曾走遍全國學習劍術以求運用在逮捕犯人上，看過年輕時的護與知道護在真劍傳承中失手殺了其師真壁。曾稱護為殺人兇手，但而後聽聞稻葉解釋的武人論點後似乎對此有所釋懷。
與楯雁人彼此為舊識。
已殉職。
升田（ますだ）
源田的部下，是個青年的刑事。在高科技犯罪對策綜合中心的時候，告訴源田有關Elements Network的事。
堀川（ほりかわ）
青年的刑事。性格輕浮，工作時有時接到聯誼的電話，說話輕佻，行動比較顯眼。但在遙的祖母遠山綠受到牙襲擊時，勇於保護她而不逃跑顯示他是個非常稱職警察。

### 加爾維亞共和國關係者
非洲新興國，原為推動人種隔離政策的軍權國家。後分裂為白人國家加爾維亞共和國與黑人國家杜哈那准國。因杜哈那准國不受國際法規範成為黑市的溫床，加爾維亞共和國從後操控獲取鉅額非法利益。

#### 強奪者
加爾維亞共和國秘密組成的犯罪組織。以國家獲利為前提從事各種非法活動，尤其以強奪先進科技技術為主。成員的臼齒內安裝有炸彈，一旦被敵人制服為了保密便會採取自爆的手段。其他相關情報非常稀少。
艾吉 托爾斯 Edge Turus（エジー・トゥルス）
加爾維亞的外交官，其實他是以強行手段偷取各國企業高新技術的恐怖組織「強奪者」的成員。對遠山遙的能力有興趣，打算送她去加爾維亞並毀滅「THE WALL」及殺掉護。因為被護切斷右手及左腳而癱瘓，現在被國家拋棄，而為了保密遭追殺中。非常痛恨護，在暗中策劃各種各樣報仇護的行動。
古村（こむら）
黑社會組織「角鳳會」的第二人，曾經受過托爾斯的軍事訓練，帶領組長不在的角鳳會協助強奪者。野心極強，對於現今日本黑社會凡事以利益為本的作法相當厭煩。
設計讓角鳳會與其他日本大型黑道組織互相火拼，削弱日本黑社會整體戰力，再利用強奪者的支援將自己拱上日本黑道勢力重整後的第一人。但在護的奇襲時受到楯 雁人的保護保住一條小命，卻也同時被其逼迫自行前往警局自首。
牙 Fang（ファング）
國際的專業的殺手。與托爾斯為同父異母的兄弟，他能操縱對人攻擊的無人機攻擊。因為從受害者如被野獸咬殺的悽慘的死法而被稱為「牙」。以遙的祖母作為餌誘護，但反被打倒。送進醫院後，因為殺手身份及殺人手法敗露而害怕被其他同行折磨，選擇自殺。
懷斯曼/托馬斯・傑佛遜 Mister Wiseman/Thomas・Jefferson (ワイズマン /トーマス・ジェファーソン)
表面的身分是前大學教授，犯罪研究學者托馬斯・傑佛遜。但暗地裡是人稱「Wiseman」的犯罪計畫者。接受前學生艾吉 托爾斯的請求與四位學生來到日本。
對護背後的團結之網組成十分有興趣，曾以巧妙的計畫將護逼至絕境。而後遭到護的奇襲，在輸給護後作為代價接受了護所提出某種計畫的委託。其後為了此計畫前往「NEST OF GEESE」拜訪老鵝(Old Geese)尋求情報上的幫助，並和JESUS相遇。

#### 漆黒部隊
杜哈那准國的特種部隊，由國內各部族的第一勇士組成，戰力驚人。成員以繼續在祖國享有階級特權，或是讓祖國的家人免於被階級制度所束縛為目的進行各項任務。
吉尼
「強奪者」的一員，為接替托爾斯的任務被派遣到日本。是個頂著爆炸頭體格略顯福態的黑人，時常戴著耳機聽音樂，是托爾斯最小的弟弟，不過關係並不好。
為了取得托爾斯的隱藏財寶提升在家族的地位，提出了由他狩獵護與遙的交換提案，見面禮是帶給托爾斯從藍空醫學大學所竊得的新型義手。下令漆黑部隊進入藍東學園的混亂局勢中趁機達成目的，擁有著與身型不符的身體能力，再戰鬥中擅長用滑稽的言語及動作來誘騙對手。

### 保鑣
楯 雁人（たて かりと）
闇之盾系列主角，以『Aegis之楯』的外號聞名於地下世界的保鑣。擁有可彈開子彈的鋼鐵義手並使用中國武術的高手，原警視廳SAT的成員，在資料上以殉職的名義顯示死亡。
接受了巽的委託前來保護古村避免被護所殺，逼迫古村自行前往自首，與護展開了一場勢均力敵的戰鬥。
現與源田一同追查被強奪者竊走的新型義手「Nameless」的下落。
安娜・黎朵兒 Anna・Riddle（アナ・リドル）
是楯在保鏢工作上的經紀人，而且也是楯最初所保護的對象。如同「Riddle」的名字一樣，會對於前來委託保護工作了人出各式各樣的謎語。個人稱這為一種接受委託的儀式。
經常接受巽的委託，但省略了提出謎語的儀式，理由是巽一次都沒答對過。
以「北神安娜」之名與遙一同轉入藍東學園，從旁協助並保護遙。北神乃是其失蹤的日本父親之姓。
沢渡 啟之（さわたり けいすけ）
藍空醫學大學的醫師，開發並提供雁人義手。最新研發中的義手「Nameless」被強奪者竊走，委託了雁人與源田將義手奪回。

### 藍東學園
JESUS 砂塵航路故事舞台，東京都藍空市的一所高中學園。
JESUS/藤沢 真吾（ジーザス/ふじさわ しんご）
JESUS 砂塵航路主角，在地下世界如同傳說一般的殺手。以藤沢 真吾的假名在藍東學園任教。
於JESUS故事後前往中東擔任教師。但在一次突襲中自己當地的學生遭買賣器官的軍閥擄走，從此踏上尋回失蹤學生的旅途。三年前在車臣共和國中為了援救自己的學生，碰巧與執行毀滅TPC(器官移植聯合組織)部隊任務的護在暗夜中展開激戰。而後成為同一戰線共同合作。
手上掌握著日本秘密組織「24」中『王的遺產』這個情報，因此以JESUS任教的藍東學園為中心，各方勢力為了各自的目的而逐漸聚集於此。
Ash/真奈美‧Ashford（アッシュ/まなみ・アシュフォード）
日本秘密組織「24」的狙擊手。白人少女，偽裝學生的身分進入藍東學園。舊「24」組織的狙擊手御堂真奈美的弟子，十分痛恨有人稱呼他的師傅為「虎」。
Kaisar/海江田 丈二（かいえだ じょうじ）
組織「24」中精銳「夜魔部隊」的小隊長。身形高大壯碩，留著Mohican髮型，擅長無聲殺人術。有著與巨大身形不符的敏捷速度。
Raguy/羅木直美（らぎ ナオミ）
「夜魔部隊」的狙擊手，膚色為褐色的女性。作為英語教師潛入藍東學園。
劉伊健/伊藤 健介（リウ・イーキン/いとう けんすけ）
藍東學園的保健室老師，有著溫和平凡的外表。實際上是中國最大黑幫「龍門會」的當家。暗殺術的高手。關於他的故事請詳閱「闇之盾」。

### 其他人物
遠山 綠
遙的祖母，相信遙仍然活在人世。被托爾斯盯上打算以其要脅遙。在遭受牙的襲擊時與護會面，護告知了遙的現況危險，但自己會盡力保護遙。
稻葉（いなば）
隱居在北海道的古流劍術師傅。護曾經在他門下學習，並讓護翻閱自己珍藏的古流劍術典籍。也曾經指導過源田、巽、遙、雪菈等人。
真壁 一志（まかべ かずし）
「真壁一刀流」的劍術師範。為了傳承向護挑起真劍對決，於對決中遭護擊中右額而殞命。稻葉稱其為極端的實戰派，為了讓護走上「劍鬼」之路早有犧牲性命的打算。
平泉（ひらいずみ）
「角鳳會」會長。遭受護的襲擊後負傷躲了起來，古村因此掌握了角鳳會的實權。但在遭到護第二次襲擊後將角鳳會解散了。
玉川 千治（たまがわ せんじ）
在「角鳳會」安身的打手，穿著華麗，左邊嘴角上有一長條疤痕。有著日本黑道少見的「俠義」之心。自稱擁有不會被子彈擊中的運氣，在戰鬥時以自學的劍術抗敵而不使用槍械。
眼見古村的計畫恐怕導致日本黑道勢力大亂，甚至波及一般民眾，因此私下向護提出合作阻止古村的要求。了解遙的遭遇後，不齒角鳳會殺害遙的雙親的作為而與護他們站在同一陣線。在角鳳會解散後，現在以補償及守護遙為人生新目標。
橿原 十蔵（かしはら じゅうぞう）
經營著位於新宿雜居大樓屋頂的酒吧「Next of Geese」，人稱「Old Geese(老鵝)」的日本第一情報屋。JESUS的合作夥伴。關於他的故事請詳閱「JESUS」。
獵戶座
TPC(器官移植聯合組織)部隊「獵犬座」隊長。冷酷無情且有嘲弄虐待敵人的習性，擅長以為包圍戰術將敵人慢慢逼進死路。在護失去視力時打算慢慢玩弄再殺死他，在沼澤與護對決，移動時產生的水波被護感知到了正確的方位，以「水鷗流‧波切之太刀」將其擊敗。而後遭到為了打聽TPC詳細情報的JESUS帶走，在JESUS 砂塵航路中確認死亡。
露娜
「獵犬座」副隊長，女性。年幼時遭到獵犬座誘拐而來，因為沒有出現合適的買家(移植者)，而成為獵犬座的士兵。是護所救下的孩子伊蓮娜的姊姊。當護被獵犬座俘虜時提供了協助，作為代價希望護能帶伊蓮娜成功脫逃，被注射名為「Fetter(枷鎖)」的藥物遭受到控制。在脫逃時遭到強化士兵的襲擊時頻死且藥性發作，希望由護下手讓她解脫。與此同時遭到趕來的獵犬座士兵以榴彈射擊爆炸慘死，護也因此失去了視力。

## 組織介紹
Elements Network（團結之網）
犯罪受害者及他們的遺孀透過網路交換信息，或實際介入「狩獵罪犯」的一種自衛團。基本上他們交換信息，對實行者作出監視或評價等，而組織內的活動全部都是匿名進行。以防止罪行為目的，在民間非常知名，成為網路上的話題，亦有僱用罪犯狩獵罪犯的行動。
刀鋒
護與井川的隊伍，是專對城市型嚴重犯罪的隊伍。實際上只有護參與作戰，所以「刀鋒」更像是護的編碼。
THE WALL（牆壁）
以艾爾法為隊長，是專對國際性犯罪的隊伍。成員都以編碼（語音碼）稱呼。成員中亞洲人比較多，比刀鋒更話大規模的部隊。專業對抗國際犯罪，擁有特種部隊普通的裝備（緊急時可使用非殺生子彈）。
強奪者
非洲的新興國「加爾維亞共和國」的恐怖組織，與各企業有技術的交流，不但沒有犯罪聲明，而且在牙齒上裝上炸彈，以炸燬自己的臉而無法確認身份，所以對他們的情報非常少。國際刑事警察組織稱他們為「強奪者」。

## 其他
- 香港中文版把「薛（粵音：sit）娜」錯寫為「薜（粵音：bai）娜」。

## 出版書籍
| 卷數 | 史克威爾艾尼克斯 | 史克威爾艾尼克斯       | 東立出版社     | 東立出版社             |
| 卷數 | 發售日期         | ISBN                   | 發售日期       | ISBN                   |
| ---- | ---------------- | ---------------------- | -------------- | ---------------------- |
| 1    | 2005年12月24日   | ISBN 4-7575-1594-4     | 2007年7月20日  | ISBN 978-986-10-0156-2 |
| 2    | 2006年6月24日    | ISBN 4-7575-1685-1     | 2007年7月20日  | ISBN 978-986-10-0157-9 |
| 3    | 2006年10月25日   | ISBN 4-7575-1802-1     | 2007年10月3日  | ISBN 978-986-10-0158-6 |
| 4    | 2007年2月23日    | ISBN 978-4-7575-1954-1 | 2007年10月15日 | ISBN 978-986-10-0159-3 |
| 5    | 2007年6月25日    | ISBN 978-4-7575-2030-1 | 2007年11月28日 | ISBN 978-986-10-0251-4 |
| 6    | 2007年10月25日   | ISBN 978-4-7575-2150-6 | 2008年4月15日  | ISBN 978-986-10-0895-0 |
| 7    | 2008年5月24日    | ISBN 978-4-7575-2280-0 | 2008年9月1日   | ISBN 978-986-10-1903-1 |
| 8    | 2008年11月25日   | ISBN 978-4-7575-2431-6 | 2009年5月12日  | ISBN 978-986-10-2853-8 |
| 9    | 2009年3月25日    | ISBN 978-4-7575-2515-3 | 2009年7月29日  | ISBN 978-986-10-3516-1 |
| 10   | 2009年9月25日    | ISBN 978-4-7575-2684-6 | 2010年1月18日  | ISBN 978-986-10-4459-0 |
| 11   | 2010年2月27日    | ISBN 978-4-7575-2810-9 | 2010年11月8日  | ISBN 978-986-10-5294-6 |
| 12   | 2010年6月25日    | ISBN 978-4-7575-2912-0 | 2010年12月21日 | ISBN 978-986-10-6000-2 |
| 13   | 2010年11月25日   | ISBN 978-4-7575-3036-2 | 2011年6月9日   | ISBN 978-986-10-6620-2 |
| 14   | 2011年3月25日    | ISBN 978-4-7575-3172-7 | 2011年12月28日 | ISBN 978-986-10-8355-1 |
| 15   | 2011年7月25日    | ISBN 978-4-7575-3296-0 | 2012年2月16日  | ISBN 978-986-10-8356-8 |
| 16   | 2012年1月25日    | ISBN 978-4-7575-3485-8 | 2012年11月22日 | ISBN 978-986-10-9459-5 |
| 17   | 2012年4月25日    | ISBN 978-4-7575-3573-2 | 2013年3月13日  | ISBN 978-986-317-186-7 |
| 18   | 2012年9月25日    | ISBN 978-4-7575-3739-2 | 2013年9月6日   | ISBN 978-986-324-150-8 |
| 19   | 2013年1月25日    | ISBN 978-4-7575-3864-1 | 2013年11月7日  | ISBN 978-986-332-131-6 |
| 20   | 2013年5月25日    | ISBN 978-4-7575-3975-4 | 2014年9月11日  | ISBN 978-986-337-598-2 |
| 21   | 2013年9月25日    | ISBN 978-4-7575-4082-8 | 2014年11月14日 | ISBN 978-986-337-599-9 |
| 22   | 2014年1月25日    | ISBN 978-4-7575-4210-5 | 2014年12月31日 | ISBN 978-986-348-522-3 |
| 23   | 2014年6月25日    | ISBN 978-4-7575-4341-6 | 2015年5月1日   | ISBN 978-986-365-596-1 |
| 24   | 2014年11月25日   | ISBN 978-4-7575-4477-2 | 2015年9月7日   | ISBN 978-986-382-399-5 |
| 25   | 2015年7月25日    | ISBN 978-4-7575-4622-6 | 2016年9月22日  | ISBN 978-986-431-473-7 |
| 26   | 2016年2月25日    | ISBN 978-4-7575-4892-3 | 2017年11月6日  | ISBN 978-986-10-9329-1 |

## 合作
在第10卷作者後記中，原作高樹宙預告故事將會有重大的變化。
於第12卷作者後記中宣布與擁有相似世界觀的闇之盾、JESUS 沙塵航路（七月鏡一原作、藤原芳秀作畫）展開共同合作。雙方的主要角色皆會在各自的作品中登場。

## 外部連結
- （日語）Young Gangan「直至死亡將我們分開」介紹網頁